# Holod
Holod est une commune roumaine du județ de Bihor, en Transylvanie, dans la région historique de la Crișana et dans la région de développement Nord-Ouest.

## Géographie
La commune de Holod est située dans le sud du județ, sur la rive droite du Crișul Negru dans les premières collines des Monts Pădurea Codrului, à 25 km au nord-ouest de Beiuș et à 52 km au sud-est d'Oradea, le chef-lieu du județ.
La municipalité est composée des huit villages suivants, nom hongrois, (population en 2002) :
- Dumbrava, Tenkemocsár (622) ;
- Dumbrăvița, Kisdembró (268) ;
- Forosig, Forrószeg (192) ;
- Hodiș, Káptalanhodos (226) ;
- Holod, Pusztahollód (599), siège de la commune ;
- Lupoaia, Farkaspatak (600) ;
- Valea Mare de Codru, Alsópatak (123) ;
- Vintere, Venter (896).

## Histoire
La première mention écrite du village de Holod date de 1332 sous le nom de Hidas.
La commune, qui appartenait au royaume de Hongrie, en a donc suivi l'histoire.
Après le compromis de 1867 entre Autrichiens et Hongrois de l'empire d'Autriche, la principauté de Transylvanie disparaît et, en 1876, le royaume de Hongrie est partagé en comitats. Holod intègre le comitat de Bihar (Bihar vármegye).
À la fin de la Première Guerre mondiale, l'Empire austro-hongrois disparaît et la commune rejoint la Grande Roumanie au traité de Trianon.
En 1940, à la suite du deuxième arbitrage de Vienne, elle n'est pas annexée par la Hongrie et reste sous la souveraineté roumaine. 

## Politique
| Période                                  | Période  | Identité      | Étiquette | Qualité |
| ---------------------------------------- | -------- | ------------- | --------- | ------- |
| Les données manquantes sont à compléter. |          |               |           |         |
|                                          | 2012     | Daniel Cioloș | PDL       |         |
| 2012                                     | En cours | Ioan Horga    | PSD       |         |

| Parti | Parti                                      | Sièges |
| ----- | ------------------------------------------ | ------ |
|       | Parti social-démocrate (PSD)               | 6      |
|       | Parti national libéral (PNL)               | 3      |
|       | Alliance des libéraux et démocrates (ALDE) | 4      |

## Religions
En 2002, la composition religieuse de la commune était la suivante :
- Chrétiens orthodoxes, 74,50 % ;
- Grecs-Catholiques, 12,13 % ;
- Pentecôtistes, 10,23 % ;
- Baptistes, 2,63 %).

## Démographie
En 1910, à l'époque austro-hongroise, la commune comptait 4 341 Roumains (96,75 %) et 138 Hongrois (3,08 %).
En 1930, on dénombrait 5 393 Roumains (97,63 %), 69 Hongrois (1,25 %), 27 Juifs (0,49 %) et 30 Roms (0,54 %).
En 1956, après la Seconde Guerre mondiale, 5 597 Roumains (99,56 %) côtoyaient 20 Hongrois (0,36 %).
En 2002, la commune comptait 2 891 Roumains (81,99 %), 628 Roms (17,81 %) et 6 Hongrois (0,17 %). On comptait à cette date 1 543 ménages et 1 498 logements.
| 1880  | 1890  | 1900  | 1910  | 1920  | 1930  | 1941  | 1956  | 1966  |
| ----- | ----- | ----- | ----- | ----- | ----- | ----- | ----- | ----- |
| 3 427 | 3 935 | 3 976 | 4 487 | 4 847 | 5 524 | 5 941 | 5 622 | 5 092 |

| 1977  | 1992  | 2002  | 2007  | - | - | - | - | - |
| ----- | ----- | ----- | ----- | - | - | - | - | - |
| 4 885 | 3 863 | 3 526 | 3 321 | - | - | - | - | - |

## Économie
L'économie de la commune repose sur l'agriculture, l'élevage, l'extraction du mica et le commerce.

## Communications

### Routes
Holod est située sur la route régionale DJ795 qui rejoint au sud-est la nationale DN76 Oradea-Deva et à l'ouest Tinca et Salonta.

### Voies ferrées
Holod est desservie par la ligne Ciumeghiu-Beiuș-Vașcău des Chemins de fer roumains. La ligne Holod-Oradea est désaffectée.

## Lieux et monuments
- Holod, église orthodoxe du début du XIXe siècle ;
- Holod, maison mémorielle de Iosif Vulcan ;
- Lupoaia, église orthodoxe datant de 1904[6] ;
- Vintere, église orthodoxe datant de 1880[6].

## Personnalités
- Iuliu Hirțea (1914-1978), religieux roumain né à Vintere (commune de Holod).
- Iosif Vulcan (ro), (1841-1907), écrivain de langue roumaine est né à Holod.